# Carapa vasquezii
Carapa vasquezii är en tvåhjärtbladig växtart som beskrevs av Kenfack. Carapa vasquezii ingår i släktet Carapa och familjen Meliaceae. Inga underarter finns listade i Catalogue of Life.